# RGS21
RGS21 (англ. Regulator of G protein signaling 21) – білок, який кодується однойменним геном, розташованим у людей на 1-й хромосомі. Довжина поліпептидного ланцюга білка становить 152 амінокислот, а молекулярна маса — 17 671.
| 10         |  | 20         |  | 30         |  | 40         |  | 50         |
| ---------- |  | ---------- |  | ---------- |  | ---------- |  | ---------- |
| MPVKCCFYRS |  | PTAETMTWSE |  | NMDTLLANQA |  | GLDAFRIFLK |  | SEFSEENVEF |
| WLACEDFKKT |  | KNADKIASKA |  | KMIYSEFIEA |  | DAPKEINIDF |  | GTRDLISKNI |
| AEPTLKCFDE |  | AQKLIYCLMA |  | KDSFPRFLKS |  | EIYKKLVNSQ |  | QVPNHKKWLP |
| FL         |  |            |  |            |  |            |  |            |

A: Аланін

C: Цистеїн

D: Аспарагінова кислота

E: Глутамінова кислота

F: Фенілаланін

G: Гліцин

H: Гістидин

I: Ізолейцин

K: Лізин

L: Лейцин

M: Метіонін

N: Аспарагін

P: Пролін

Q: Глутамін

R: Аргінін

S: Серин

T: Треонін

V: Валін

W: Триптофан

Кодований геном білок за функцією належить до інгібіторів передачі внутрішньоклітинних сигналів. 